# Nina von Porembsky
Marina « Nina » Elisabeth von Porembsky (née le 6 août 1940 à Berlin, morte entre le 21 et le 25 mai 1983 dans la même ville) est une actrice allemande.

## Biographie
Nina von Porembsky est la fille des acteurs Alexa von Porembsky et Andreas Ortner. En 1950, elle incarne l'un des nombreux petits lapins dans le premier doublage allemand du classique de Disney, Bambi, auquel participèrent une centaine d'enfants berlinois. Dans son premier film, la romance à l'ancienne Quand refleuriront les lilas blancs, elle joue aux côtés de deux autres enfants d'acteurs, Götz George et Romy Schneider. Mais contrairement aux eux qui deviendront peu après de véritables stars, Nina von Poremsbky ne parvient pas à vraiment s'affirmer en dépit des rôles qu'elle tiendra.
Jusqu'à la fin des années 1950, la jeune actrice, mince et plutôt petite, apparaît dans des productions cinématographiques avec peu de rôles marquants, notamment Das Sandmännchen (1955) et Unser Wunderland bei Nacht (1959) aux côtés de sa mère. Après seulement trois téléfilms en 1966 et 1967, sa carrière d'actrice se termine. En 1971, elle joue le rôle principal dans la pièce radiophonique Kann das Quietschen der Straßenbahn nur eine Frau gewesen sein?. Isolée, l'actrice décède dans son appartement de Berlin-Schöneberg en mai 1983, son corps n'est retrouvé que quelques jours plus tard.

## Filmographie
- 1953 : Quand refleuriront les lilas blancs
- 1954 : Éternel amour
- 1954 : Sa grande épreuve (de)
- 1955 : Roman d'une adolescente
- 1955 : Das Sandmännchen (de)
- 1956 : Der Weg ist dunkel (TV)
- 1957 : Le bonheur est dans la rue
- 1959 : Unser Wunderland bei Nacht (de)
- 1959 : Nocturno im Grand Hotel (TV)
- 1966 : Robert (TV)
- 1967 : Ein Mann, der nichts gewinnt (TV)
- 1967 : Abgründe (TV)